# Chacarita

Lage von Chacarita in Buenos Aires

Chacarita ist ein Stadtteil in Buenos Aires, der argentinischen Hauptstadt. Er ist 3,1 km² groß und hat zirka 28.000 Einwohner (Stand 2010).

## Lage
Chacarita liegt westlich des Zentrums von Buenos Aires und bildet mit den Stadtteilen Agronomía, La Paternal, Villa Crespo und Villa Ortúzar den Stadtbezirk (Comuna) 15.

## Geschichte
Namensgebend waren Jesuiten, die dort kleine Bauernhöfe (spanisch Chácara) bewirtschafteten. 1767 ging Chacarita wieder in den Besitz der spanischen Krone über. Das einzige aus dieser Zeit noch existierende Haus ist die Schule für technische Bildung (Escuela Nacional de Educación Técnica).

## Gegenwart
Heute ist der Stadtteil unter anderem für seine 95 Hektar große Ruhestätte Cementerio de la Chacarita bekannt, auf dem sich unter anderen auch das Grab des Tangosängers Charles Romuald Gardès befindet. Einen Teil der Anlage bildet der deutsche Friedhof, der Cementerio Alemán. Außerdem beheimatet der Stadtteil den sagenumwobenen Fußballklub Club Atlético Chacarita Juniors, deren Anhänger sinnigerweise als 'Die Bestatter' (Los Funebreros) bezeichnet werden. Zu Chacarita gehört außerdem der Park Los Andes sowie der Bahnhof Federico Lacroze (von 1957).